# Фізикальне обстеження
Фізикальне обстеження (також Медичне обстеження, Клінічне обстеження англ. physical examination, medical examination, clinical examination; походить від лат. physician — лікар) — огляд пацієнта лікарем на наявність будь-яких медичних ознак або симптомів захворювання. Це процес оцінки об'єктивних знахідок шляхом використання різних методів обстеження. Отриману інформацію необхідно ретельно інтегрувати з історією та патофізіологією пацієнта. Цей процес є таким, коли і пацієнт, і лікар розуміють, що їхня взаємодія має діагностичний і терапевтичний характер. Ретельно проведене фізикальне обстеження повинно дати 20 % даних, необхідних для діагностики та лікування пацієнта.
Зазвичай він починається з вияснення анамнезу хвороби пацієнта, його життя до моменту огляду (анамнез життя — лат. anamnesis vitae) з подальшим оглядом із застосуванням лікарських методів (огляд, пальпація, перкусія, аускультація тощо) на основі виявлених скарг хворого. Це допомагає встановити діагноз та розробити план лікування. Виявлені дані заносяться до історії хвороби чи амбулаторної медичної картки. Є частиною комплексу медичної діагностики.
Навколишнє середовище впливає на якість фізикного обстеження, доцільно організувати тишу та приватність, затемнити приміщення, яке використовується для окремих частин обстеження, створити комфорт для обстежуваного та обстежувача.
Крім лікарняної палати та поліклінічного кабінету, медичний огляд може проводитися в інших місцях, де іноді важко забезпечити приватність і тишу. Найкращий доступний засіб для підготовки лікаря до фізикального обстеження — це висловити повагу та щиру зацікавленість у благополуччі обстежуваного. Слід ввічливо звернутися до нього та попросити виконати необхідні заходи обстеження, ця стратегія є набагато кращою, ніж наказові слова. Обстежувані повинні бути підготовлені до неприємних для них засобів обстеження.
Крім пояснень і заспокоєнь, під час фізикального обстеження не потрібно вести безперервну розмову з обстежуваним. Слід уникати його збентеження. Необхідно переконатися, що матеріал для драпірування використовується належним чином і що певні місця того, кого обстежують, не піддаються надмірній увазі оточуючих. Обстеження, яке раптово закінчується, може зменшити цінність стосунків між лікарем і пацієнтом, зруйнувати їхній терапевтичний зміст. Пацієнту може бути корисним короткий виклад відповідних результатів і може знадобитися запевнення щодо того, що було знайдено, а що ні.
Повне обстеження повинно проходити впорядковано з мінімальними необхідними змінами положення тіла пацієнта. З іншого боку, лікар має мати змогу переконатися в цілісності різних органів і систем за допомогою окремих досліджень. Наприклад, під час огляду голови та шиї лікар повинен ідентифікувати судинні, неврологічні, лімфатичні, скелетні та шкірні структури та пов'язати їх з їхніми частками в інших областях тіла. Навпаки, було б важко досліджувати всю судинну систему з подальшим повним неврологічним обстеженням та іншими системами органів по черзі. Під час огляду анатомічної області лікар має бути уважним до виявлення будь-якої аномалії, вивчити її морфологічні аспекти та клінічне значення.
Здійснення адекватного фізикального обстеження хворого є надважливим у клінічній практиці та вимагає за сучасних умов уточнення алгоритму свого клінічного осмислення задля проведення успішної діагностики та вивчення динаміки клінічного перебігу хвороб. Стандартизація діагностичних програм забезпечує порозуміння між лікарями всього світу. У таких програмах послідовно визначено здійснення всіх діагностичних заходів. Нині діагностичні стандарти клінічної медицини не є догмою і динамічно вдосконалюються. Проте стандарти створені вже для конкретних хвороб. І тому за відсутності у пацієнта діагнозу лікарю завжди доводиться спочатку визначитись із клінічною ситуацією саме на основі аналізу фізикальних даних, використовуючи методологію клінічного мислення. І саме тут проявляється невиправдані дії з цілковитого перенесення напрямку в діагностиці тільки на отримані дані лабораторно-інструментального обстеження. У сучасній клінічній медицині наявна негативна і загрозлива тенденція віддалення «захищеного» стандартами й широкодоступною високоінформативною лабораторно-інструментальною діагностикою лікаря від хворого. Проте надати правильний напрямок здійсненню лабораторно-інструментальної діагностики і за потреби першочерговій медичній допомозі можливо тільки на підставі правильного клінічного мислення відносно клініко-анамнестичних даних і, перш за все, результатів фізикального обстеження. І велика вага його в щоденному динамічному вивченні особливостей перебігу хвороби у конкретного пацієнта. Зважаючи на все це, важливо уникати втрати безпосереднього контакту між лікарем і хворим.
Телемедицина надає можливість швидко та якісно провести консультацію з потрібними для конкретного клінічного випадку вузькоспеціалізованими спеціалістами, коли вони знаходяться на віддаленні. Проте під час проведення такого телемедичного консиліуму віддалений консультант повністю залежить від наданої лікуючим лікарем інформації про хворого. Через недооцінку лікарем-клініцистом клініко-анамнестичних даних і невправне фізикальне обстеження хворого будуть знецінені здобутки та переваги науково-технічного поступу. Надати правильний напрямок здійсненню лабораторно-інструментальної діагностики і, за потреби, визначити першочергову медичну допомогу можна тільки на підставі аналізу клініко-анамнестичних даних і результатів проведення фізикального дослідження. Досягнення високої якості діагностики за умови великої кількості даних сучасних лабораторно-інструментальних методів припустиме тільки при неухильному виконанні настанови: «Якнайближче до хворої людини!». Ще одним тезисом фізикального обстеження став: «Ніде так швидко не виявляється талант Лікаря та ступінь його освіти, як у способі обстеження хворих».
На етапах надання первинної, спеціалізованої (вторинної) й високоспеціалізованої (третинної) медичної допомоги фізикальне обстеження має певні відмінності та різну вагу значущості.

## Історія розвитку фізикального обстеження
У процесі розвитку медицини нерідко змінювалися і продовжують уточнюватися знання про хвороби, підходи до діагностики та лікування, одні лікарські засоби застарівають, з’являються нові. Аналогічним чином мають змінюватися принципи та методи клінічного обстеження хворого.

### Пальпація
Пальпацію пульсових хвиль згадував ще Гіппократ, тоді як для дослідження внутрішніх органів вона набула значення пізніше внаслідок праць Р. Лаеннека, Й. Шкоди, В. Образцова і М. Стражеско. Професор Образцов зробив великий внесок у розробку методології фізикального обстеження. Декілька видань його фундаментальної монографії «К физическому исследованию желудочно-кишечного канала и сердца» було здійснено до 1915 року. Запропонована ним методологічна система фізикального обстеження — глибокої ковзної методичної пальпації органів черевної порожнини надала можливість не тільки визначати анатомічне та топографічне співвідношення органів, але й, за вправного володіння навичками пальпації, перкусії та аускультації, з'ясувати органні властивості: як от під час обстеження товстої кишки — діаметр, властивості стінок і вміст її.

### Перкусія
Метод перкусії у 1761 року розробив і першим застосував як метод фізикального дослідження хворих віденський лікар Леопольд Ауенбруггер, який запровадив безпосередню перкусію, виконуючи її шляхом вистукування грудної клітки пучками пальців, складених у формі піраміди. Клініцисти того часу з недовірою поставились до винаходу Ауенбруггера. Доповнивши своїми примітками про перкусію при захворюваннях серця та аорти, підготованими впродовж 20 років практики, цей метод популяризував французький клініцист, лейб-медик Наполеона Бонапарта Жан-Ніколя Корвізар, який 1808 року переклав працю Ауенбруггера французькою мовою. Сам він застосовував перкусію для розпізнавання захворювань серця, легень та для діагностики аневризми аорти. Лише завдяки йому важливе відкриття Ауенбруггера було врятовано, а метод перкусії почав здобувати визнання у медичних школах. Загалом нині розрізняють такі способи перкусії.
- Безпосередня перкусія за Л. Ауенбруггером; за українським терапевтом, академіком Ф. Г. Яновським; за одним із засновників київської терапевтичної школи, професором В. П. Образцовим.
- Посередня перкусія, яка здійснюється за допомогою плесиметра й молоточка або перкусією пальцем по пальцю (за Піорі П. А., 1827; Сокольським Г. І., 1835), і порогова перкусія за Й. Плешем.

Особливістю перкусії, розробленої Образцовим, є те, що її активно проводять обидві руки. Вказівний палець правої руки до нанесення удару затримується на середньому пальці цієї руки та, злітаючи з нього, наносить акцентований перкуторний удар, а лівою рукою готується перкуторне поле й спричинює тиском згасні коливання звуків кісток, оптимізує товщу перкутованих стінок грудної та черевної порожнин.
Зазвичай, перкусія проводиться стосовно властивостей серця, легень, органів живота, меншою мірою стосовно інших органів. Зокрема симптом Балланса оцінює зміну перкуторного звуку над лівою частиною черевної порожнини під час кровотечі з розірваної селезінки. При перкусії серця виявляється відносна та абсолютна тупість серця, що дозволяє судити про межи цього органа.

### Аускультація

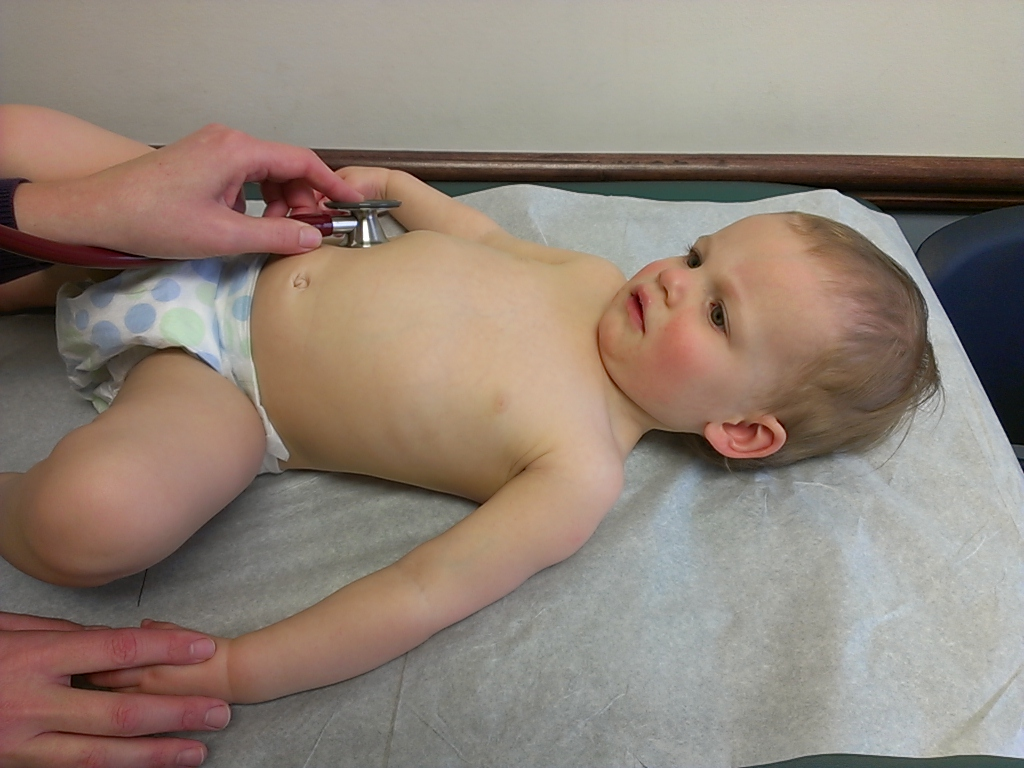
Аускультація дитини педіатричним фонендоскопом

Відомо, що в деяких випадках лікарі у стародавні часи вислуховували роботу серця безпосередньо вухом. Рене Лаеннек винайшов і запровадив у практику стетоскоп, розробив методику аускультації. Спочатку він назвав свій інструмент «циліндром», проте скоро перейменував його на «стетоскоп» — «оглядач грудей». У 1819 році вийшла його робота «Про опосередковану аускультацію, або розпізнавання хвороб легень і серця, засноване на новому методі дослідження».

## Фізикальне обстеження органів і систем

### Фізикальне обстеження органів кровообігу
Включає вияснення анамнезу, огляд ділянки серця, пальпацію верхівкового поштовху, перкусію меж відносної та абсолютної серцевої
тупості, аускультацію серця та судин.
Анамнез показує при патології серцево-судинної діяльності наявність болю в грудях, перебоїв серцевого ритму, задишки, кашлю, кровохаркання, серцебиття, периферичних набряків, болю та відчуття важкості у правому підребер'ї.
- Однією з найчастіших скарг при ураженнях серця є біль, який може бути пов'язаний з ураженням вінцевих артерій, ендокарда, міокарда, перикарда. Деталізується біль в грудній клітці за локалізацією, іррадіацією, характером, тривалістю, періодичністю, інтенсивністю, з якими факторами пов'язано виникнення та чим знімається.
- Перебої серцевого ритму виникають у вигляді відчуття завмирання роботи серця, супроводжуються страхом. Серцебиття — суб‘єктивне відчуття пацієнтом скорочень серця. Треба вияснити, чи виникає воно в спокої чи при фізичному навантаженні; відчувається постійно чи періодично; чи супроводжується головним болем, загрудинним болем, задишкою, тощо.
- Задишка — ознака лівошлуночкової серцевої недостатності, має інспіраторний характер. Проявляється відчуттям нестачі повітря, виникає при фізичному навантаженні та періодично. Ядуха — крайній ступінь задишки, пароксизм її. Причини її — раптове порушення ритму, гіпертензивний криз, декомпенсація вад серця, міокардит, кардіоміопатія.
- Кашель при цьому має за причину лівошлуночкову недостатність через тривалий застій крові в легенях, набухання слизової оболонки бронхів та подразнення кашлевих рецепторів. Характерно підсилення або поява його в горизонтальному положенні хворого, в якому підсилюється притік крові до правих відділів серця, через що виникає переповнення малого кола кровообігу.
- При огляді іноді виявляють: обличчя Корвізара (блідожовтяничного відтінку, набрякле, з потускнілим поглядом, напіввідкритим ротом), яке характерне для декомпенсації хронічної серцевої недостатності; «мітральний метелик» (ціанотичний рум'янець щік, ціаноз губ, кінчика та спинки носа, вух), який спостерігається при мітральному стенозі; при лівошлуночковій недостатності ортопное — напівсидяче положення з опущеними до низу ногами; при ексудативному перикардиті — положення з нахилом тулуба вперед; загальну блідість шкіри через аортальні вади серця з ознаками серцевої недостатності, інфекційний ендокардит, колапс; субіктеричність/іктеричність при правошлуночковій недостатності; блідість та іктеричність (відтінок «кави з молоком») при інфекційному ендокардиті. Набухання шийних вен свідчить про підвищення тиску у правому передсерді, що є ознакою підвищення тиску у великому колі кровообігу. Виражена пульсація периферичних артерій (сонних, підключичних, плечових, променевих, скроневих) виявляється при недостатності аортального клапану.
- Набряки, які свідчать про серцеву недостатність, є симетричними на кінцівках, шкіра при цьому є холодною і щільною на дотик, з'являються у 2-й половині дня, мають висхідний характер.

Пальпація ділянки серця: верхівковий поштовх локалізується у V міжребір'ї на 1-1,5 см до середини від linea mediaclavicularis sinistra (ліва серединноключична лінія). Зміщення серцевого поштовху ліворуч й, іноді, донизу, відбувається при гіпертрофії та розширенні лівого шлуночка серця, рідше правого. Верхівковий поштовх у нормі площею 2 см2, висота його 5-7 мм. Розлитий серцевий поштовх буває при пухлинах заднього середостіння, ателектазі, високому стоянні купола діафрагми через асцит, метеоризм; розширенні одного або кількох відділів серця. Обмежений серцевий поштовх свідчить про емфізему легень, низьке стояння діафрагми, ексудативний перикардит, гідро- і пневмоперикард. Високий серцевий поштовх свідчить про пухлини заднього середостіння, ателектаз, високе стояння купола діафрагми через асцит або метеоризм, розширення лівого шлуночка. Низький серцевий поштовх спостерігається через емфізему легень, низьке стояння діафрагми внаслідок ексудативного перикардиту, гідро- та пневмоперикардиту.
У нормі пульс відчувається однаковим на обох руках. Якщо є його неоднаковість, то це може бути в результаті:
- аномалії ходу променевої артерії на одній руці;
- вдавлення рубцем, збільшеними лімфатичними вузлами, пухлиною, запальним інфільтратом;
- запально-інфільтративних процесів в артеріальній стінці;
- гіпертрофії лівого передсердя при мітральному стенозі;
- аневризми грудного відділу аорти;
- тромбів та емболів сонних та підключичних артерій;
- накопичення значної кількості рідини або повітря у плевральній порожнині.

Деякі зміни пульсу виявляються при спеціальних маневрах, як-то при перевірці симптому Адсона.
Аускультація серця проводиться в горизонтальному та вертикальному положенні обстежуваної особи, на висоті видиху. За необхідності здійснюється після фізичного навантаження. Звукові феномени роботи клапанів серця вислуховуються в порядку зменшення частоти їхнього ураження. Послідовність аускультації серця:
- І точка — верхівка серця (мітральний клапан);
- ІІ точка — у ІІ міжребер'ї праворуч від груднини (аортальний клапан);
- ІІІ точка — у ІІ міжребер'ї ліворуч від грудини (клапан стовбура легеневої артерії);
- IV точка — біля основи мечоподібного відростка груднини (тристулковий клапан);
- V точка — ІІІ міжребер'я ліворуч біля груднини (додаткова точка вислуховування аортального клапана).

Компоненти І аускультативного тону:
1. клапанний — через коливання стулок атріовентрікулярних клапанів у фазі ізометричного скорочення шлуночків серця;
2. м'язовий — через коливання міокарда шлуночків серця під час ізометричного напруження;
3. судинний — через коливання початкових відділів аорти та легеневого стовбура під час розтягування їх кров'ю у період вигнання;
4. передсердний — через коливання під час скорочення передсердь.

Компоненти ІІ аускультативного тону:
1. клапанний — через коливання напівмісяцевих стулок клапана аорти та легеневого стовбура під час їхнього захлопування на початку діастоли;
2. судинний — через коливання стінок аорти та легеневого стовбура.

Компоненти II аускультативного тону:
1. клапанний — через коливання півмісяцевих стулок клапана аорти та легеневого стовбура під час захлопування їх на початку діастоли;
2. судинний — через коливання стінок аорти та легеневого стовбура.

ІІІ тон виникає через коливання шлуночків під час їхнього швидкого пасивного наповнення кров'ю з пересердь на початку діастоли. Вислуховується через 0,15 с опісля ІІ тону.
IV тон виникає перед І тоном наприкінці діастоли шлуночків, пов'язаний з їхнім швидким наповненням за рахунок скорочення передсердь.
Причини аускультативних змін тонів:
- зменшення скоротливої здатності шлуночків;
- зміна фізичних властивостей клапанів;
- збільшення висоти тиску в аорті або легеневому стовбурі;
- збільшення інтервалів між окремими компонентами тонів;
- зміни провідної системи (грудна клітка, легені);
- зміни органів, які прилягають до серця.

Екстракардіальні (позасерцеві) причини аускультативного послаблення обох тонів:
- Ожиріння.
- Набряк стінки грудної клітки.
- Емфізема легень.
- Підшкірна емфізема в ділянці серця.
- Лівобічний ексудативний плеврит.
- Масивна кровотеча.
- Шок.
- Колапс.

Серцеві (кардіальні) причини послаблення обох тонів:
- Міокардит.
- Інфаркт міокарда.
- Кардіоміопатія.
- Гідроперікард.
- Кардіосклероз.

Позасерцеві (екстракардіальні) причини посилення обох серцевих тонів:
- Тонка грудна клітка.
- Зморщування країв легень.
- Ущільнення країв легень.
- Високе стояння діафрагми.
- Нахил тулуба уперед.
- Велика каверна у легені.
- Пухлина заднього середостіння.

Серцеві причини посилення обох тонів:
- Фізичне навантаження.
- Гіпотиреоїдизм.
- Збудливий тип нервової системи.

Причини послаблення І тону:
- Недостатність двостулкового клапана.
- Недостатність тристулкового клапана.
- Недостатність клапана легеневої артерії.
- Недостатність клапана аорти.
- Стеноз аорти.

Причини посилення І тону, характеристика змін:
- Мітральний стеноз — підсилений, «хлопаючий», коротший ніж у нормі.
- Повна атріовентрікулярна блокада.
- Тахікардія.
- Ранні шлуночкові екстрасистоли.
- Миготлива аритмія.

Тони можуть змінюватися за тембром. Ляскаючий І тон вислуховується при мітральному стенозі. Металевий відтінок аускультується при виразному атеросклерозі аорти.
Тони можуть роздвоюватися, тоді під час аускультації серця замість одного тону вислуховують два коротких, які швидко виникають один за одним. Роздвоєння тонів зумовлене несинхронним виникненням окремих компонентів серцевих тонів у правій і лівій половинах серця — неодночасне закриття атріовентрікулярних клапанів спричинює роздвоєння І тону, тоді як неодночасне закриття півмісяцевих клапанів — роздвоєння ІІ тону.
Патологічне роздвоєння І тону відбувається при неодночасному скороченні обох шлуночків при блокаді однієї з ніжок пучка Гіса. Патологічне роздвоєння II тону відбувається при запізнілому замиканні клапанів легеневої артерії, через підвищення тиску малого кола кровообігу при мітральному стенозі, емфіземі легень, а також при відставанні змикання аортального клапана у пацієнтів з артеріальною гіпертензією. Патологічне роздвоєння й розщеплення II тону на відміну від фізіологічного постійне й зберігається під час вдиху й видиху. Розщеплення тонів — обидві частини розділені занадто коротким інтервалом і не вислуховуються як два самостійні тони.
Існує ритм перепілки — І тон, ІІ тон і ляскіт відкриття мітрального клапану формують тричленний ритм, який аускультується на верхівці серця та має великій сенс для діагностики вади мітрального клапану.
Іноді виникає ритм галопу, при якому звук тричленного ритму серця нагадує тричленний звук бігу коня галопом. Свідчить про тяжке порушення роботи міокарда. Ритм галопу може бути пресистолічним чи протодіастолічним. Причинами виникнення ритму галопу є:
- інфаркт міокарду;
- дифузний міокардит;
- дилятаційна кардіоміопатія;
- серцева недостатність;
- токсичне ураження міокарду.

Шуми серця — звукові явища, які можуть вислуховуватися крім тонів під час аускультації серця. Виникнення внутрішньосерцевих шумів пояснюється фізичними закономірностями течії крові в еластичних трубках. Головним механізмом виникнення їх є турбулентний рух крові. Систолічний шум вислуховується під час короткої паузи, між І і ІІ тонами, співпадає з верхівковим поштовхом і пульсом сонної артерії, виникає у випадках, коли під час систоли кров переміщується з одного відділу серця в інший, або з серця у великі судини, зустрічаючи на своєму шляху звуження. Цей шум вислуховується при:
- недостатності двостулкового клапану;
- недостатності тристулкового клапану;
- стенозі гирла аорти;
- стенозі гирла легеневої артерії.

Діастолічний шум вислуховується під час тривалої паузи між ІІ і І тонами. Розрізняють 4 варіанти його:
1. протодіастолічний (виникає безпосередньо після ІІ тону, з початком діастоли);
2. мезодіастолічний (аускультується в середині діастоли);
3. пресистолічний (аускультується наприкінці діастоли, перед І тоном);
4. голодіастолічний (триває всю діастолу).

Виявляється при:
- звуженні лівого атріовентрикулярного отвору при мітральному стенозі;
- звуженні правого атріовентрікулярного отвору;
- недостатності клапанів аорти;
- недостатності клапанів легеневої артерії.

На гучність і силу шумів впливає низка серцевих і позасерцевих факторів:
- ступінь розширення чи звуження отвору;
- швидкість кровотоку;
- стан судин і тканини, які оточують серце (атеросклероз, еластичність судин, емфізема легень значно знижує гучність шуму, тоді як ущільнення легень — підвищує гучність).

Точками найкращої аускультації шумів є місця їх утворення:
- систолічний шум при недостатності двостулкового клапану і діастолічний шум при мітральному стенозі найкраще вислуховується на верхівці серця;
- систолічний шум при недостатності тристулкового клапана і діастолічний шум при стенозі правого атріовентрикулярного

отвору найкраще вислуховується — в ділянці прикріплення мечоподібного відростку до грудини;
- систолічний шум при звуженні отвору аорти і діастолічний шум при недостатності клапанів аорти найкраще чутно у ІІ міжребер'ї праворуч біля краю грудини;
- систолічний шум при звуженні отвору легеневої артерії і діастолічний шум при недостатності клапану легеневої артерії найліпше чутно в ІІ міжребер'ї ліворуч біля краю грудини.

Положення тіла, в якому краще вислуховуються шуми, відповідає принципу збільшення течії крові: систолічні шуми — в горизонтальному положенні, діастолічні шуми — у вертикальному.
За інтенсивністю шуми поділяються на:
- затихаючі;
- наростаючі.

Тільки пресистолічний шум при мітральному стенозі є наростаючим, решта — затихаючі.
Функціональні шуми виникають у серці, проте не спричинені ураженнями клапанного апарата серця. Причинами їхнього виникнення є зменшення в'язкості крові та збільшення швидкості кровотоку. Їхні властивості:
- більшою мірою систолічні;
- краще аускультуються на легеневій артерії, верхівці серця;
- нікуди не проводяться;
- можуть змінитися після фізичного навантаження, положення тіла, фаз дихання;
- не мають інших об'єктивних ознак вад серця;
- не супроводжуються котячим муркотінням;
- за своєю тривалістю короткі, за характером м'які.

Позасерцеві шуми поділяються на плевроперикардіальний і шум тертя перикарду.
Перший — це шум, який виникає за наявності сухого запалення прилеглих до серця відділів плеври. Він пов'язаний з актом дихання, посилюється під час глибокого вдиху, аускультується краще поблизу лівого краю серцевої відносної тупості під час діастоли і систоли. За характером може бути грубим чи ніжнім, нагадує хруст снігу. Цей шум нікуди не проводиться. Посилюється при нахилі тулубу вперед, під час натискування фонендоскопом на передню грудну стінку.
Шум тертя перикарду формується під час розвитку запалення у
ньому, через що листки перикарда стають шорсткими, нерівними внаслідок відкладання на них фібрину.

### Фізикальне обстеження органів дихання

#### Загальні положення
Фізикальне обстеження дихальної системи включає вияснення скарг та анамнезу хворого, проведення огляду, пальпації, перкусії та аускультації. Розпитують про дихання через ніс, можливу наявність носових кровотеч, зміни голосу, чи є задишка, кашель, кровохаркання, біль у грудях, та які їхні особливості.
Визначають провідність звука в легенях шляхом перевірки голосового тремтіння. У положенні сидячи хворого просять голосно вимовити: «Тридцять три!». При цьому лікар кладе свої долоні на обидві половини грудної клітки. За відсутності патології в легенях лікар під час вимовлення відчуває тремтіння, тоді як за наявності перешкод до проведення повітря у бронхах, наявності значної інфільтрації в легенях чи випоту у плевральну порожнину голосове тремтіння знижується або взагалі не відчувається.

#### Перкусія грудної клітки
У здорової людини при перкусії над легенями визначається ясний (легеневий) тон. Він здатний змінюватись як до притуплення, так і тимпаніту. Гучність звуку може змінюватися залежно від товщі підшкірної клітковини, рівня розвитку м'язів грудної клітки, глибини розташування від поверхні патологічного процесу та інших можливих чинників. Під час проведення перкусії спочатку лікар порівнює перкуторний звук над верхівками легень спереду, прикладаючи палець, який виконує роль плесиметра, параллельно ключиці; далі здійснює перкусію самих ключиць. Під час перкусії легень нижче ключиць лікар розташовує палець-плесиметр у міжреберних проміжках паралельно ребрам, у симетричних точках праворуч і ліворуч. По середньоключичних лініях і медіально їм перкуторний звук порівнюють лише до рівня IV ребра, з огляду на близькість серця. Почутий при перкусії по правій l. medioclavicularis легеневий звук зіставляють з тим, який почув лікар над розташованими вище відділами.
Топографічна перкусія легень проводитися послідовно. Спочатку визначається висота стояння верхівок легенів (спереду і ззаду) і полів Креніга, далі — межи нижнього краю легенів, визначається рухомість нижнього краю легенів на вдиху та видиху.
Притуплення легеневого тону визначається:
- За наявності виразного ущільнення легеневої тканини (пневмонія, абсцес чи гангрена легені, туберкульозна інфільтрація, пухлина легені тощо).
- За наявності заповнених вмістом великих каверн і бронхоектазів.
- За наявності рідини в плевральній порожнині.
- За наявності позалегеневих причин (збільшення лімфатичних вузлів середостіння, серцевої тупості тощо).

Тимпанічний перкуторний звук зумовлений збереженням певної повітряності альвеол разом зі значним одночасним зменшенням еластичності легеневої тканини. Це призводить до виразного збідніння тембру перкуторного звуку, притаманного нормальній легеневій тканини. Через це легеневий звук за своїм звучанням наближається до тимпанічного.
Тимпанічний звук над легенями буває при пневмотораксі й за наявності в легені великої порожнини, яка з'єднується з бронхом, а коробковий звук відчувається при емфіземі легень.
Топографічна перкусія проводиться для визначення верхніх та нижніх меж легень, а також рухливості їхнього нижнього краю, розмірів простору Траубе, величини і місця локалізації процесу. Вона проводиться по міжребер′ях. Спершу перкутують надключичні зони праворуч і ліворуч. Палець-плесиметр слід розташувати паралельно ключиці. Зрештою наносяться перкуторні удари по ключиці, використовують її як плесиметр. Далі вистукують праворуч і ліворуч у I, II й III міжребер′ях по l. medioclavicularis. Нижче III міжребер′я ліворуч розташовується серцева перкуторна тупість, тому простукують далі лише нижні відділи правої половини грудної клітки. Це проводять у IV й V міжребер′ях праворуч, порівнюючи звуки між собою, а за необхідності — зі звуками в інших міжребер′ях.

#### Аускультація органів дихання
Оцінка результатів аускультації легень полягає у послідовному визначенні дихальних шумів:
- типу дихання (співвідношення тривалості вдиху та видиху);
- наявності або ж відсутності додаткових дихальних шумів;
- фази дихального циклу вдих / видих, під час чого й вислуховуються додаткові шуми.

Групи дихальних шумів поділяються на основні та додаткові.
Везикулярне (іноді ще називається нормальним) дихання аускультується над деякими ділянками здорових легень. У нормі звук в альвеолах не створюється, а тільки йде з гортані до альвеолярного апарату. Якщо перекривається просвіт одного з відділів дихальної трубки, то там зникає будь-який рух повітря і звук над цією ділянкою відсутній. Через те, що в альвеолах рух повітря має бути настільки мінімальним, щоб забезпечити можливість газообміну між повітрям і кров'ю, логічно, що там звук утворитися не може. Ось чому поняття «везикулярне дихання» не є коректним. У зарубіжній літературі ведеться дискусія стосовно заміни поняття «везикулярне дихання» на «нормальне дихання». При цьому типі дихання видих становить третину від вдиху чи взагалі не аускультується, що напряму залежить від глибини дихання і стану структур грудної клітки. Видих може не аускультуватися у дітей старшого віку та дорослих за умови сильного розвитку м'язів грудної клітки. В однієї й тієї ж особи везикулярне дихання в нормі може незначно посилюватися при фізичному навантаженні, а у маленьких дітей — під час плачу. Фізіологічне ослаблення цього типу дихання відбувається під час сну.
Бронхіальний тип дихання буває трахеальним (фізіологічним) і патологічним. Утворюється під час проходження повітря через глотку, голосову щілину і надгортанний простір. Трахеальне дихання (фізіологічне бронхіальне) аучкультується у здорових в нормі над гортанню, руків'ям груднини і позаду за ходом хребта до рівня 3-4 грудних хребців. Звукові властивості трахеального та патологічного бронхіального дихання практично однакові, за виключенням тривалості видоху, який певною мірою триваліший при трахеальному диханні порівнюючи з бронхіальним.
Бронхіальне є патологічним диханням, коли воно аускультується над будь-яким відділом грудної клітки, окрім встановлених нормою. Тому те, що аускультується над гортанню, називають трахеальним диханням, а те, що над легенями, — бронхіальним. Умовами формування патологічного бронхіального дихання є прохідність великого бронху та наявність великої площі ущільнення легеневої паренхіми. Зокрема за наявності чужорідного тіла у головному бронху і ателектазу навіть усієї легені зрешьою бронхіального дихання не буде, тому що не задіяно один з механізмів формування такого типу дихання — відсутнє ущільнення легеневої тканини.
Бронховезикулярне дихання — проміжний шум, який має ознаки як везикулярного, так і бронхіального дихання. Подібно бронхіальному диханню визначається тривала експіраторна фаза (співвідношення вдиху і видиху — 1:1), а подібно везикулярному — між вдихом та видихом пауза не простежується. Цей тип дихання тихіший і нижчої частоти, аніж бронхіальний, проте чується голосніше, ніж везикулярний. У підлітків і дорослих цей тип дихання аускультується між лопатками, через близьку локалізацію трахеї та великих бронхів відносно задньої поверхні грудної клітки і слабким розвитком м'язів отут.
За наявності легеневих проблем везикулярне дихання може посилюватися або ослаблюватися. Більшою мірою діагностичне значення має ослаблення везикулярного дихання. Воно вказує на недостатнє потрапляння повітря у ділянку легень, над якою здійснюється аускультація. Посилення везикулярного дихання не має діагностичного значення, тому що якщо з одного боку грудної клітки аускультується посилення його, то з іншого її боку відповідно буде ослаблення. З діагностичного сенсу необхідним є виявлення саме місць ослаблення везикулярного дихання. Бронховезикулярний тип дихання з тривалим видихом утворюється за наявності перепони на рівні маленьких бронхів і бронхіол, відзначається у випадках бронхіальної астми, бронхіоліту або ж обструктивного бронхіту у малюків. Амфоричний тип дихання теоретично може спостерігатися при величезній порожнині у легенях, як от каверна, яка сполучається зі значним за діаметром бронхом, проте практично не виявляється у клінічній практиці. Дихальний тип, який у вітчизняній медичній практиці визначають як жорсткий, за своїми характеристиками ототожнюється з бронховезикулярним.
Додаткові дихальні шуми бувають на фоні основних шумів, свідчать про патологічний процес у системі дихання. Ці додаткові шуми включають хрипи, шум тертя плеври, стридор.
Хрипи — це патологічні додаткові дихальні шуми, які формуються у трахеї, бронхах і бронхіолах. За механізмом утворення та аускультативного сприйняття хрипи бувають вологі та сухі. Хрипи бувають локальними, себто вислуховуються над певною ділянкою, розсіяними, які аускультуються над кількома ділянками однієї легені або їх обох, і поширеними, які вислуховуються над великими ділянками грудної клітки, що є проєкціями кількох легеневих часток. За кількістю хрипи можуть бути поодинокими і множинними.
Сухі хрипи за частотою і музикальними характеристиками традиційно раніше поділялися на підвиди, що у клінічній практиці не вельми раціонально. Відмінності між гудячими і дзижчачими сухими хрипами певною мірою є суб'єктивними через різний поріг сприйняття звуків, тому в іноземній медичній практиці їх об'єднують в одну групу сухих басових або ж гучних. Басові хрипи аускультуються на вдиху і видиху на початку бронхіту, а зрештою вони перетворюються на вологі великопухирчасті чи дрібнопухирчасті хрипи.
Сухі свистячі хрипи при вислуховуванні схожі на писк і легко відрізняються від басових. Не є правильним судження, що висоту сухих свистячих хрипів визначає їхня локалізація, рівень ураження бронхів. Вияснено, що висоту звучання цих хрипів визначає не їхня локалізація, а ступень звуження бронха чи просвіту дихальних шляхів. Немає доведеної кореляції між інтенсивністю свистячих хрипів та тяжкістю обструкції дихальних шляхів. При виразній обструкції бронхів і накопиченні слизу у просвіті дрібних бронхів, зокрема при бронхіальній астмі, можуть аускультуватися вологі хрипи.
Велике значення у клінічній оцінці виразності обструкції дихальних шляхів надається характеристиці частот та тривалості хрипів. На користь виразної обструкції свідчать тривалі свистячі хрипи високої частоти. Важливу роль у клінічній оцінці сухих свистячих хрипів відіграє також їхня локалізація згідно з фазами вдиху і видиху. Слід оцінити сухі свистячі хрипи в плані того, чи вони виникли у дихальних шляхах (інспіраторно), чи за їхніми межами (експіраторно).
Найбільше значення серед інспіраторних причин появи свистячих хрипів несуть проблеми дихальних шляхів: порушення з боку голосових зв'язок, аспірація сторонніх тіл, стиснення або стеноз різної причини гортані чи трахеї. При цій патології інспіраторні свистячі хрипи завжди монофонічні, при бронхіальній астми ж аускультуються поліфонічні сухі свистячі хрипи через ураження
бронхів різного діаметру. Експіраторні ж сухі свистячі хрипи притаманні для різних уражень дрібних і середніх бронхів: бронхіальна астма, тяжкий хронічний бронхіт, бронхоектатична хвороба, фіброзуючий альвеоліт.
У разі, коли сухі свистячі хрипи аускультуються лише під час вдиху, це є результатом стридору. Отже ці хрипи, які спричинені патологією легень, виявляються як під час вдиху, так і видиху, не бувають виключно інспіраторними. Переважна поява таких хрипів наприкінці видиху значною мірою свідчить про ообструкцію дрібних бронхів, що характерно для перебігу бронхіальної астми.
У дітей наявність рецидивних двобічних позалегеневих свистячих хрипів найбільше потребує діагностики бронхіоліту, вірус-індукованого візингу або бронхіальної астми як найчастіших причин таких хрипів. Бронхіальна астма зі свистячими хрипами, які аускультуються тільки під час видиху, меншою мірою тяжка, ніж астма з цими хрипами під час як вдиху, так і видиху, що свідчить про більш виразну обструкцію. За тяжкої обструкції, що буває при астматичному статусі, сухих свистячих хрипів можуть навіть не бути, що значною мірою спостерігається при значному зменшенні об'єму форсованого видиху за першу секунду.
Сухі свистячі хрипи можуть бути й у здорових людей під час глибокого вдиху і форсованого видиху. Їхнє виникнення обумовлене бронхіальною гіпермобільністю. Ці хрипи у здорових людей практично завжди виникають за форсованого дихання через рот. У таких людей слід аускультувати легені під час  дихання через ніс, що практично повністю унеможливлює появу свистячих хрипів.
Вологі хрипи виникають внаслідок накопичення значної кількості мокротиння в бронхах, бронхіолах чи порожнинах, які сполучаються з ними. На вдиху повітря просувається через це мокротиння, породжуючи бульбашки, які спінюють його. Вологі хрипи аускультуються значною мірою під час вдиху і менше — під час видиху. Кількість об'єму повітря, який утворюються, обумовлена діаметром бронхів чи розмірами порожнини, де вони породжуються, через що вологі хрипи поділяються на великопухирчасті та дрібнопухирчасті. Вологі хрипи, які вислуховуються у бронхах середнього і великого діаметру, після кашлю можуть зменшуватися кількісно. Щезання таких хрипів після кашлю є свідченням наявності мокротиння у трахеї та головних бронхах, тому що повне його видалення з усіх низхідних бронхів меншого діаметру одночасно не є можливим. Коли ж мокротиння скупчене у бронхах малого діаметру, то вологі дрібнопухирчасті хрипи не здатні суттєво аускультативно зменшитися кількісно під час кашлю або після нього.
Великопухирчасті хрипи, які аускультуються в обох половинах грудної клітки, у дітей, як правило, свідчать про ураження бронхів. Дрібнопухирчасті хрипи, які вислуховуються локально, переважно бувають при вогнищевому ураженні легень, що найперше вказує на можливість пневмонії. Тоді як двосторонні, дифузні та симетричні вологі дрібнопухирчасті хрипи характерніші для бронхіту чи бронхіоліту. Існує думка, що майже 80 % негоспітальних пневмоній є однобічними, і лише у дітей раннього віку пневмонії в обох легенях одночасно формуються частіше.
У класифікаційній характеристиці додаткових дихальних шумів велико- і середньопухирчасті вологі хрипи виділяються в спільну групу і означаються як великопухирчасті хрипи. Виокремлювати середньопузирчасті окремим типом на практиці не є доцільним, адже при аускультативному сприйнятті між велико- та середньопухирчастими хрипами не має чіткої розбіжності. Часто вологі хрипи за традицією ще у вітчизняній медичній практиці розділяють на звучні та незвучні. Такий поділ дрібнопухирчастих вологих хрипів немає сенсу, не розглядався і не розглядається в жодній зарубіжній настанові.
Існують проблеми використання терміну «крепітація». Вважається, що крепітація — це звуковий патологічний феномен, який створюється за умови неповного накопичення ексудату чи плазми в альвеолах. Передбачалося, що внаслідок певного заповнення альвеол має відбуватися їхнє розлипання на висоті вдиху. Існувала думка, що крепітація є ознакою часткової та сегментарної пневмонії, тоді як за вогнищевох пневмонії локально аускультуються вологі хрипи. Головні відмінності крепітації від вологих хрипів — це збереження її після відкашлювання та аускультація крепітації на висоті вдиху, Як часткова, так і сегментарна та вогнищева пневмонії за єдиним патогенетичним чинником накопичують ексудат в альвеолах, чим і породжене ущільнення легеневої паренхіми. Тому існує протиріччя: як за часткової пневмонії аускультується крепітація, тоді як за наявності вогнищевої — дрібнопухирчасті вологі хрипи, якщо патофізіологічний механізм їхнього утворення є однаковим. Тим більше, що за результатами звукового аналізу, частотні характеристики таких хрипів і крепітації не мають відмінностей. Не мають вологі дрібнопухирчасті хрипи поділятися й на звучні та незвучні.
Суперечка виникає при поясненні механізму та місця утворення крепітації. Загальноприйняті трактування походження крепітації твердять, що вона відбувається в альвеолах, хоча проти цього те, що для ефективного газообміну в альвеолах потрібна незначна швидкість руху потоку повітря. Тому такий слабкий рух його не призводить до створення звуку навіть за наявності ексудату. Причиною крепітації та вологих дрібнопухирчастих хрипів є здавлювання альвеол і бронхіол за рахунок інтерстиціальної тканинини через набряк чи склерозування. Тобто здійснюється розлипання альвеол і бронхіол, які були здавлені, під час проходження повітря. Пневмонії притаманні вологі хрипи, які аускультуються наприкінці вдиху. Для легеневих хвороб із залученням інтерстиція такі хрипи можуть виявлятися впродовж будь-якої фази дихання. Зрозуміло, що ані вологі дрібнопухирчасті хрипи, ані крепітація, не є патогномонічними симптомами пневмонії.
Відносно дихальних фаз розрізняють ранні та пізні інспіраторні вологі хрипи. Ранні виникають під час проходження повітря крізь тонкий шар секрету, який лежить на внутрішній поверхні великих та середніх дихальних шляхів відповідно, як от відбувається при бронхіті та бронхоектазах. Ранні хрипи не мають залежати від сили тяжіння, проводяться в ротову порожнину, спричинені більшою мірою обструкцією. Їхня кількість може зменшитися внаслідок кашлю. Пізні хрипи виникають через відкриття нижніх дихальних шляхів, які частково злиплися, за дії високого інтерстиціального тиску у них. Оскільки тиск високий у центральній частині бронхіол та низький у дистальній, то швидке розлипання такої бронхіоли, яка до цього частково злиплася, під час вдиху спричинює вирівнювання тиску в ній і внаслідок цього утворення хлопаючого звуку. Великий інтерстиціальний тиск, який породжує таке, як правило створюється рідиною в інтерстиції легень або безпосередньо в альвеолах.
Додатковим звуком може бути шум тертя плеври, який формується внаслідок тертя двох уражених листків плеври. Цей звуковий феномен схожий на скрип і аускультується як на вдосі, так і під час видиху. Компонент цього шуму на вдиху значно голосніший за той, що на видиху, тому останній може і не аускультуватися. Загалом шум тертя плеври частіше вислуховується в нижньобокових відділах грудної клітки; як правило виявляється виключно на невеликій ділянці на вдиху і видиху; не міняє свою інтенсивність при кашлі та глибокому диханні; може визначатися навіть пальпаторно під час глибокого вдиху.
Деякі діагностичні проблеми при вислуховуванні створюються у разі аускультації над однією і тією ж ділянкою грудної клітки хрипів і шуму тертя плеври. При діагностиці важливою є локалізація додаткових шумів, тому що шум тертя вислуховується в ділянках найвищої екскурсії легень. При натисканні фонендоскопом крепітація не міняється, а от шум тертя плеври посилюється і його можна почути гучніше. Ще шум тертя плеври сильнішає при нахилі тулуба у здоровий бік.
Зрідка шум тертя плеври слід відрізнити від шуму тертя перикарда. Якщо шум не змінюється під час затримки дихання пацієнтом, він пов'язаний з перикардом. Тоді як шум тертя плеври переважно демонструє короткочасність, вислуховується до появи ексудату у плевральній порожнині між листками плеври. У  у дітей сухий плеврит найчастіше формується під час пневмонії, тоді на рентгенограмі легень виявляється інфільтрат. Шум тертя плеври може йти за нормальної рентгенографії легень під час перебігу колагенозів. Ексудативний плеврит зі значною кількості випоту демонструє специфіку звуків над різними ділянками вислуховування. Над випотом вислуховується везикулярне дихання, тому що відсутні зміни повітряності альвеол. По межі верхнього краю випоту аускультується бронхіальне дихання внаслідок видавлювання повітря з альвеол, проте просвіт бронхіального дерева збережено. Над самим випотом виявляється різко ослаблене дихання або ж воно зовсім не аускультується через здавлювання великим об'ємом рідини як альвеол, так і бронхів.
Методом, який покращує клінічну діагностику легеневих хвороб, які перебігають з ущільненням тканини легень, вважається бронхофонія. Під час вислуховування легень обстежуваному пропонують вимовити «тридцять три». У нормі звук, який виникає над гортанню, зменшується за силою звучання під час проходження бронхіальним деревом, відчувається слабко чи не аускультується взагалі на грудній клітці, тому що легені є високочастотним фільтром. Ведуча умова посилення бронхофонії — це прохідність великих бронхів. При закритті їхнього просвіту або за його великого зменшення проведення звуку у грудну клітку є неможливим. Клінічної значущості ослаблення бронхофонії не несе, тому що це може бути нормою у здорових людей. Одним із різновидів бронхофонії вважається егофонія. Коли обстежуваний вимовляє звук «І», то при вислуховуванні здорової легені цей звук чується незмінним. За наявності великого ущільнення легеневої тканини вимовлений звук «І» змінюється на «А».

### Фізикальне обстеження органів живота

#### Загальні положення
Обстеження включає:
- вичленування при розпитуванні анамнезу та скарг хворого таких, які ймовірно свідчать про хвороби органів травлення;
- огляд порожнини рота і глотки, зубів;
- огляд живота;
- поверхневу пальпацію живота;
- глибоку методичну ковзну пальпацію органів черевної порожнини за Образцовим—Стражеско;
- перкусію, пальпацію печінки та селезінки;
- виявлення симптомів подразнення очеревини;
- огляд шкіри і слизових оболонок.

Серед скарг, які може пред'являти пацієнт, кожна з них має свої особливості при різних ураженнях. При дослідженні болю слід з'ясувати його характер, локалізацію, іррадіацію, умови виникнення, лікарські засоби, які приймає хворий для його зменшення. При патології стравоходу біль локалізується за грудниною, при ураженні інших органів виникає у животі.
Втрата або зниження апетиту, поява огиди до певного виду їжі, наприклад, до м'яса, може відбуватися при розвитку злоякісної пухлини. Стримання від споживання їжі від страху виникнення болю може бути при виразковій хворобі з розташуванням виразки в шлунку за наявності при цьому підвищеного апетиту. Булімія (підвищений апетит) є притаманним для виразкової хвороби з підвищеною секрецією, часто при розташуванні виразки у дванадцятипалій кишці. Голод буває у хворих на хронічний панкреатит за появи при цьому цукрового діабет 2-го типу.
Пацієнти, які мають захворювання печінки і жовчних шляхів, часто відчувають гіркоту в роті. При захворюваннях шлунку і стравоходу хворі скаржаться на кислий присмак у роті, печію. Основними її причинами є: недостатність кардіального сфінктера, спазм воротаря, порушення моторики нижнього відділу стравоходу, часто також шлунка й дванадцятипалої кишки, підвищення чутливості слизової оболонки стравоходу.
Відрижка повітрям нерідко буває у пацієнтів, які мають неврози або нейропатії. Відрижка тухлим натщесерце є при стенозі воротаря, атонії шлунка. Відрижка з каловим запахом може бути у хворих, у яких виникла кишкова непрохідність.
Нудота і блювання є частими проявами захворювань травної системи, які бувають при хворобах шлунка (гастрит, пептична виразка, рак шлунка тощо), хронічному холециститі та панкреатиті, кишковій непрохідності тощо.
Порушення ковтання (дисфагія) — функціонального або органічного характеру зміни прохідності харчових мас від ротової порожнини по стравоходу до шлунка. Вона може поєднуватися з одинофагією, болем під час ковтання, що буває при виразному запаленні слизової оболонки стравоходу. Афагія — неможливість проковтнути їжу, що буває внаслідок повільно прогресуючої дисфагії. Головний чинник, який спричинює дисфагію, це органічне звуження стравоходу, при цьому утруднення ковтання прогресує повільно до повної затримки не тільки твердої, але й рідкої їжі.
Порушення випорожнення кишок проявляються запорами, проносами чи їхнім чергуванням. Ці прояви здатні бути ознаками гострого чи хронічного, функціонального чи органічного ураження травної системи. Гурчання, відчуття переливання в животі, його здуття є ознаками змін тонусу і перистальтики кишки, кишкової секреції, стану флори кишки.
Лікар має визначити і вивчити умови проживання пацієнта, особливості його харчування (вживання надмірно гарячої та / чи гострої їжі, регулярність їди тощо), чи є зловживання алкоголем, куріння, що впливає на функціонування органів травлення. Виникненню розладів і загострень хронічних хвороб часто сприяє ненормований графік роботи, психологічне навантаження, відсутність чіткого режиму прийому їди тощо. Професійна шкідливість на робочому місці також має значення у формуванні патології травної системи. Під час збору анамнезу захворювання лікар докладно з'ясовує, як маніфестувала хвороба від початку до формування розлогих клінічних проявів. Виявляють що, за думкою обстежуваного, могло спровокувати розвиток його хвороби: похибки в їді, вживання в їжу малоякісних харчів, зловживання алкогольними напоями, проблеми фізичного навантаження, вживання деяких лікарських препаратів тощо.
Під час огляду живота хворий має перебувати у вертикальному положенні з повністю оголеним животом, лікар має сидіти перед ним на стільці так, щоб світло з-за його спини падало на хворого. Живіт обстежують від мечовидного відростка до лобкового симфізу. При цьому звертають увагу на форму живота, величину, симетричність, участь передньої стінки живота в акті дихання, положення пупка, наявність видимої перистальтики. При огляді слід звернути увагу на шкіру, збільшення розміру живота, його вибухання та напругу. Дослідження живота пацієнта у вертикальному положенні дозволяє іноді спостерігати пульсацію передньої черевної стінки в епігастрії, яка обумовлена передачею пульсації правого шлуночка чи черевного відділу аорти. Деякі видимі зміни у вертикальному положенні обстежуваного, які обумовлені збільшенням органів, наявністю кист, пухлин часто рельєфніше виступають, тому значно легше можуть виявлятися в цьому положенні.
Визначають розвиток підшкірно-жирової клітковини уточнюючи індекс маси тіла та розподіл клітковини згідно індексу талія / стегна.
Під час перкусії виявляють можливу болючість живота, характер звуку та наявність супротиву з боку м'язів черевної стінки. Під час аускультації живота можна почути шуми різного типу чи характерну відсутність шумів при непрохідності кишки.
Пальпація органів живота є поверхневою / орієнтовною і глибокою. Має за мету виявити тонус черевної стінки, доступність пальпації органів, їхнє розташування і болючість, розміри, форму, ступінь ущільнення, характер поверхні, рухливість, чутливість, наявність об'ємних утворів, скупчення рідини, газів.

#### Огляд порожнини рота
Лікар загальної практики проводить у межах своєї компетенції, тому у випадку виявлення змін, які він не може інтерпретувати, обстежуваного слід відправити до стоматолога та ЛОР-спеціаліста. У нормі слизова оболонка ротової порожнини блідо-рожевого забарвлення, без дефектів чи якихось нашарувань. Зуби здорові чи мають ознаки санації, ясна без видимих патологічних змін. Мигдалики не виступають за небні дужки.
Язик у нормі рожевий, без нашарувань, вологий. Виявлення змін язика (лакований, географічний, малиновий, тріщинуватий тощо) є діагностичною ознакою ряду хвороб.
Так лакований (гладкий червоний) язик зустрічається при B12-фолієводефіцитній анемії, при якій відбуваються також зміни травної та нервової системи. Зміни язика у вигляді нашарувань на його поверхні відбуваються при багатьох хворобах. Зокрема його потовщення з появою відбитків зубів на бокових поверхнях є ознакою черевного тифу. Симптом малинового язика виявляється при скарлатині, рідше при псевдотуберкульозі, хворобі Кавасакі. Наявність значного білого, брудного сірого, коричневого чи чорного нашарування на язиці при різних тяжких хворобах, коли виникає загальмованість хворого, що призводить до зменшення догляду за порожниною рота.

#### Пальпація органів живота
Під час пальпації у вертикальному положенні обстежуваного лікар має сидіти на стільці обличчям до нього. Під час пальпації у горизонтальному положенні лікар має сидіти праворуч від обстежуваного, якого слід зручно покласти на спину. Голова і плечи мають бути трохи підняті задля найкращого розслаблення м'язів черевної стінки, руки витягнуті уздовж тулуба, ноги злегка зігнуті у кульшових і колінних суглобах. Руки лікаря мають бути теплими, нігті коротко обстрижені. Обстеження бажано проводити натщесерце й після випорожнення кишки. Перед початком цього виду обстеження лікар виявляє місце болю, тому його він пальпує в останню чергу. Пальпацію слід розпочинати повільно, уникаючи різких рухів. Під час проведення пальпації слід спостерігати за виразом обличчя пацієнта, за необхідності відволікати його увагу запитаннями або ж розмовою.
Проводять поверхневу і глибоку пальпацію живота. Обидва ці види пальпації мають бути використані в кожного обстежуваного, поверхневу пальпацію завжди проводять перед глибокою.

##### Поверхнева пальпація
Поверхневу пальпацію здійснюють з метою виявлення:
- болісності черевної стінки, її локалізації, інтенсивності, місць можливої підвищеної шкірної чутливості на черевній стінці;
- напруги черевних м'язів;
- розходження прямих м'язів живота, грижових випинань.

Під час проведення поверхневої пальпації лікар кладе свою праву руку донизу ладонню на живіт обстежуваного і обережно, не маючи на меті глибоко проникнути всередину, обстежує усю поверхню живота. Початок пальпації має йти з лівої клубової ділянки, поступово пересуваючись нагору до епігастральної ділянки, при цьому обстежуються симетричні ділянки.
Якщо скарг обстежуваний не виявив, то поверхневу пальпацію живота можна далі здійснити у спосіб проти годинникової стрілки. Послідовно пальпують наступні ділянки: ліва клубова, ліва бічна, ліва підреберна, епігастральна, права підреберна, права бічна, права клубова, навколопупкова, надлобкова.
При здійсненні способу пальпації симетричних ділянок послідовно обстежують ліву клубову, праву клубову, праву бічну, ліву бічну, ліву підреберну, праву підреберну, епігастральну, навколопупкову, надлобкову ділянки. Якщо обстежуваний відчуває біль у лівій паховій ділянці, то пальпацію розпочинають з найменш болісної ділянки черевної стінки.
Можливе виявлення двох варіантів збільшеного напруження черевної стінки: резистентність і м'язовий захист (defаnce muscularis), які слід відокремити один від одного, тому що вони несуть різні діагностичні значення. Резистентність формується при місцевому запальному процесі органів черевної порожнини, але за відсутності запалення очеревини. М'язовий захист (дефанс) виявляється в тому випадку, де до запалення долучається очеревина. Значна м'язова напруга є при розлитому перитоніті (перфоративна виразка шлунка або кишки, перфоративні холецистит чи апендицит тощо).
Значна напруга черевної стінки — ригідність її мускулатури — важливий клінічний симптом «гострого живота / черевної катастрофи». Тому наступним етапом обстеження живота є визначення симптомів подразнення очеревини. Провідним серед них вважається симптом Щоткіна-Блюмберга.

##### Глибока ковзна пальпація за Образцовим— Стражеско
Проводиться за визначеною методикою, починаючи з доступніших для пальпації ділянок живота. Спочатку пальпується сигмоподібна кишка, згодом сліпа, кінцевий відрізок клубової кишки, червоподібний відросток, висхідна та низхідна частини ободової кишки, шлунок, поперечна частина ободової кишки, печінка, підшлункова залоза, селезінка і, зрештою, нирки. Ця необхідність сталого неухильного порядку під час глибокої пальпації живота і є сутністю третьої назви методу Образцова і Стражеско — «методична пальпація».
Промацавши ту чи іншу кишку, виявляють її локалізацію, болючість, рухливість, визначають діаметр, консистенцію, стан поверхні (гладка чи бугриста), наявність або ж відсутність урчання.
Сигмоподібна кишка
Для пальпації її лікар розташовує свої пальці у лівій клубовій ділянці на рівні середньої та зовнішньої третини умовної лінії, яка пролягає від пупка до передньої верхньої ості клубової кістки, паралельно протяжності сигмоподібної кишки. Під час вдиху пацієнта лікар рухом пальців правої руки поверхнево в напрямку пупка формує шкірну складку для вільного ковзання пальців. Надалі пальці плавно занурюють у черевну порожнину, досягнувши задньої черевної стінки, сковзають по ній перпендикулярно сигмоподібній кишці в напрямку від пупка до передньої верхньої ості клубової кістки. Ліктьовий край мізинця разом з таким краєм нігтьової фаланги четвертого пальця правої руки перекочуються через сигмоподібну кишку, що дає змогу оцінити її пальпаторні властивості. Сигмоподібна кишка не промацується при значному здутті живота, у надмірно гладких людей, при довгій брижі та аномальній рухливості самої кишки. У нормі ця кишка пальпаторно гладка, безболісна, у вигляді щільнуватого утворення завтовшки з великий або вказівний палець хворого, не має буркотіння, зміщується в той або інший бік у межах 3—5 см, з мізерною перистальтикою.
Сліпа кишка
Розташовується у правій клубовій ділянці, на рівні середньої та зовнішньої третини умовної лінії, яка йде від пупка до передньої верхньої ості клубової кістки. установка пальців. Долоню прикладають до правої клубової ділянки таким чином, аби лінія складених разом напівзігнутих пальців правої руки лягала паралельно протяжності сліпої кишки. Основа кисті має спрямовуватися до латеральної частини живота. Далі поверхневим рухом пальців утворюється шкірна складка в напрямку до пупка. Занурюються пальці до задньої стінки живота у черевній порожнині під час видиху. Ковзним рухом пальцями проводять уздовж сліпої кишки, що відчувається у 80—85 % випадків як гладке, помірно пружнє і незначно рухоме на 2—2,5 см, злегка розширене донизу утворення із закругленим дном, завширшки 3—4 см, яке буркотить при натисненні.
Кінцевий відрізок клубової кишки
Під час його пальпації лікар розташовує напівзігнуті пальці правої руки трохи нижче linea interspinalis на межі її зовнішньої та середньої третини. На вдиху пацієнта легким рухом пальців догори утворюють шкірну складку, згодом вводять їх у черевну порожнину, притискають кінцевий відрізок клубової кишки до задньої черевної стінки і ковзають з нього.
Червоподібний відросток
Доступний пальпації лише у 10 % осіб, розташований незначно вище кінцевого відрізку клубової кишки або нижче його, має форму тонкого утворення завтовшки 1,1-1,5 см, безболісно при дотику, не змінюює консистенцію при промацуванні; буркотіння не демонструє.
Висхідна та нисхідна частини ободової кишки
Застосовують пальпацію двома руками. Кисть лівої руки поміщається під ліву, згодом під праву половину попереку, а пальцями правої руки здійснюють промацування до відчуття зустрічі з лівою рукою та ковзають назовні перпендикулярно вісі цих відділів кишки. Напівзігнуті в суглобах і зімкнуті спільно пальці правої руки розміщуюють в ділянці правого і лівого бокових частин живота (фланків), по краю прямого м'язу, паралельно цим відділам ободової кишки, у місці переходу в сліпу чи сигмоподібну кишку.
Шлунок
Його слід пальпувати як у лежачому положенні пацієнта, так і коли він стоїть, незважаючи на значне напруження при цьому черевної стінки, адже тільки стоячи вдається пропальпувати малу кривизну шлунка і високо розташовані пухлини воротаря. Велика кривизна шлунка пальпується зліва і справа від середньої лінії тіла на 2—3 см вище пупка. Лікар чотирма спільно складеними напівзігнутими пальцями правої руки відтягує шкіру живота доверху під час вдиху обстежуваного, натискаючи на шкіру передньої стінки живота. На видиху обстежуваного пальці заглиблюють у черевну порожнину і досягнувши хребта ковзають ними зверху донизу. Велика кривизна шлунка при цьому відчувається як валик, який знаходиться на хребті й з обох боків від нього. Якщо валик не виявляється, то тоді зміщують пальці то вище, то нижче, допоки велику кривизну не буде простежено. Так само пальпують малу кривизну, яка також промацується як валик, який йде поперечно по хребту. Велику кривизну у здорових вдається пропальпувати у 50—60 % випадків, малу кривизну — виключно при опущенні шлунка.
Воротаря зазвичай виявляють у просторі уявного трикутника, утвореного нижнім краєм печінки, праворуч від середньої лінії тіла і поперечної лінії, проведеної вище пупка на 3-4 см на прямому м'язові живота. Воротар має косий напрям знизу зліва догори і вправо. Пальці мають рухатися перпендикулярно його напрямку — зліва зверху вниз і вправо. Воротар доступний пальпації у 20—25 % випадків, має вигляд тонкого циліндроподібного утворення. При пальпації воротаря під пальцями іноді відчувається слабке урчання, яке нагадує писк миши.
Нижня межа шлунку
Досліджуваного обстежують в горизонтальному положенні. Визначення межі між шлунком і кишкою здійснюється розмежуванням області низького тимпанічного звуку шлунка від області високого тимпанічного звуку кишки. Здійснюється проведенням слабкої перкусії, краще за В. П. Образцовим, коли палець, який вдаряє, розміщується на верху сусіднього пальця і зісковзує з нього. Визначення розташування нижньої межі шлунка відбувається за шумом плеску. Він гучний тільки за одночасної наявності в шлунку як газу, так й рідини. Хворого кладуть на спину. Ліктьовим краєм лівої кисті лікар натискає на мечоподібний відросток щоб наявний у шлунку газ став перед рідиною. Шум плеску спричинюється завдяки швидкому постукуванню чотирма напівзігнутими пальцями правої руки по стінці живота. Слід наголосити, що визначення шуму плеску може свідчити про стан евакуаційної функції шлунка. У здорових людей шум плеску можна виявити виключно після приймання рідини. Якщо шум плеску є понад 7—8 годин після останнього вживання рідини, то це свідчить про зниження евакуаційної здатності шлунка, що найчастіше відбувається при стенозі воротаря або за значної секреції. Метод пальпаторної аускультації або стетоакустичної пальпації здійснюють у положенні обстежуваного на спині. Мембрану фонендоскопа прикладають до шкіри лівого підребер'я. Одночасно пальцем здійснюють тертя по черевній стінці поступово віддаляючись від мембрани фонендоскопа. Поки палець пересувається в зоні розташування шлунку, чутно шурхіт, який одразу зникає, як тільки палець вийшов за межі зони шлунка.
Поперечна ободова кишка
Кишка промацується як горизонтальний циліндр вище пупка. Пальпується в 70 % людей. Спочатку виявляють велику кривизну шлунка, так як цей відділ товстої кишки має довгу брижейку, яка розташована на петлях кишок, які лежать нижче, і зв'язана зі шлунком гастроколічною зв'язкою, положення якої змінюється залежно від розташування шлунка. Слід покласти праву руку чи напівзігнуті пальці обох рук на 2 — 3 см донизу з боків білої лінії живота і, посунувши шкіру ледь-ледь догори, повільно занурити руки при видиху, аж до торкання задньої стінки живота. Кишка пальпується як дугоподібний і поперечний циліндр невеликої щільності, завтовшки 2—2,5 см. Вона незначно зміщується догори і вниз, не демонструє гуркотіння і болючості.

### Фізикальне обстеження сечостатевої системи
Фізикальне дослідження органів сечостатевої системи хоча частіше й не має вирішального діагностичного сенсу, проте є беззаперечною складовою загальноклінічного обстеження пацієнта. Виявлені факти анамнезу, огляду, пальпації, перкусії та аускультації допомагають передусім окреслити напрямок подальших діагностичних дій.
Анамнез збирається за загальними принципами. Особливу увагу  приділяють основним проявам хвороб сечостатевої системи – болю, розладам сечовипускання, візуальним змінам сечі тощо.
Під час огляду пацієнта необхідно звернути увагу на положення в ліжку, загальний стан, поведінку. Деякі положення можуть вказувати на певні хвороби. Так під час ниркової кольки пацієнт увесь час кидається в різні боки, бо не може знайти положення, при якому біль або зникає, або ж певною мірою зтихає. Якщо пацієнт лягає на бік із притягнутою до живота ногою, зігнутою в кульшовому та колінному суглобах, то таке може свідчити про наявність запалення в паранефрії відповідної нирки. Пацієнт з повною затримкою сечовипускання при хронічних хворобах передміхурової залози лежить у ліжку відносно спокійно із зігнутими ногами в колінах, в той час як сеча може виходити із зовнішнього отвору уретри тільки по краплях. Під час огляду передньої стінки живота зрідка виявляється випинання в  підребер’ї через збільшення нирки при гідронефрозі, піонефрозі чи пухлині.
Пальпацію нирок здійснюють бімануально, використовуючи три положення Гюйона. У нормі нирки не промацуються. Нижній полюс нирки, часто правої, може бути доступним пальпації за наявності великих коралоподібних каменів. Піонефроз призводить до збільшення нирки в розмірах, утворення нерівної поверхні. Промацуються нирки й при нефроптозі, деяких аномаліях нирокового розвитку. Під час пальпації ділянки нирок і постукуванні по попереку часто виявляється болючість. Перкусія нирок ставить за мету визначення їхнього місцеположення і розмірів. Наразі пальпація і перкусія нирок поступається за діагностичним значенням сучасному ультразвуковому та іншим інструментальним методам обстеження.